# Nordische Mythologie
Als nordische Mythologie bezeichnet man die Gesamtheit der Mythen, die in den Quellen der vorchristlichen Zeit Skandinaviens belegt sind.

## Allgemeines
Die nordischen Mythen sind zum Teil den kontinentalgermanischen Mythen sehr ähnlich. Man geht heute allgemein davon aus, dass die Göttergesellschaft ursprünglich dieselbe war. Gleichwohl haben sich Kulte, Namen und Mythen in den verschiedenen Räumen im Laufe der Zeit auseinanderentwickelt.
Die nordische Mythologie basierte nie auf einer religiösen Gesellschaft oder auf einem zusammenhängenden religiösen System. Sie war also nie so etwas wie eine Religion im modernen Sinn. Es gab auch keine Instanz, die die Glaubensinhalte festlegte. Die Mythen waren eher ein theoretischer Überbau für bestimmte Kultformen und hatten wenig mit Glauben im modernen Sinne zu tun. Gleichwohl finden sich immer wieder Versuche in der Forschung, zu ermitteln, was der „ursprüngliche“ und „echte“ Glaubensinhalt gewesen ist. Ein solches Qualitätsurteil lässt sich kaum treffen, zumal eine Religion immer als „echt“ von dem erlebt wird, der sie ausübt.
Es gibt nur sehr wenige schriftliche Zeugnisse aus der Zeit der mythischen Kulte. Es handelt sich dabei um die in Metall oder Stein geritzten Runen. Die meisten Quellen stammen hingegen aus römischen und christlichen Schriften. Diese stammen weder aus erster Hand, noch sind sie neutral. Die zusammenhängende Darstellung und der enzyklopädische Charakter der Völuspá werden nicht der vorangegangenen oralen Tradition zugerechnet. Man muss auch berücksichtigen, dass die skandinavischen Dichter Elemente der christlichen Religion verwendet haben, ohne deren Inhalt zu übernehmen.

## Archäologische Quellen

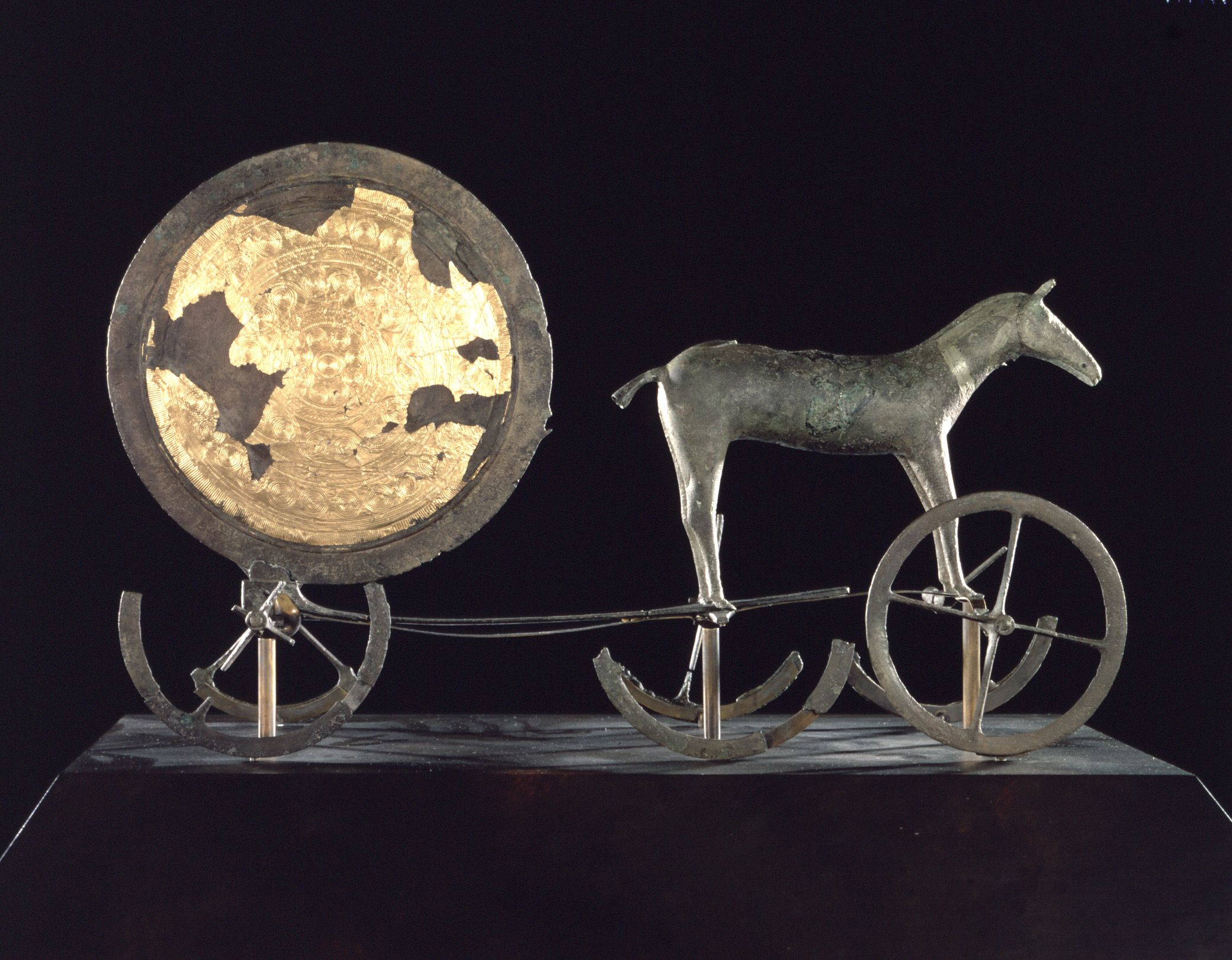
Sonnenwagen von Trundholm

Andeutungen über religiöse Vorstellungen der Vorzeit lassen sich auch aus bronzezeitlichen Artefakten ablesen. Bekannt sind schalenförmige Eintiefungen in Felsen, die mit Opfern in Verbindung gebracht werden. Felsritzungen lassen auf schamanistisch-magische Praktiken schließen. Ob die Mythen inhaltlich irgendetwas mit dem zu tun haben, was auf uns überkommen ist, lässt sich nicht feststellen. Das Rad mit vier Speichen als Felsritzung lässt manche auf einen Sonnenkult in der Bronzezeit schließen, für den eine mythische Grundlage aber nicht überliefert ist. Das Gleiche gilt für Miniaturäxte, die mit dem Blitz in Verbindung gebracht werden. Der Sonnenwagen von Trundholm, ein 1902 auf Sjælland in Dänemark gefundenes 57 cm langes Bronzemodell eines von Pferden gezogenen Wagens, der in die Zeit von 1500 bis 1300 v. Chr. datiert wird, belegt jedenfalls keinen Sonnenkult.
Es ist aus religionsphänomenologischer Sicht nicht völlig sicher, dass mit den steinzeitlichen Religionen bereits Götter als lebende Wesen verbunden waren. Es ist auch gut möglich, dass Naturelemente wie Blitz, Bäume, Steine, Erde und Wasser selbst als lebendig betrachtet wurden. Götter als Personen sind in der Bronzezeit durch Felszeichnungen und Bronzefiguren belegt. Nun werden in großer Zahl kleine Boote aus Gold und andere Gegenstände angetroffen, die auf Opfer schließen lassen. Opfergefäße auf Wagen deuten auf Fruchtbarkeitskulte hin, die mythologisch bereits mit der nach Tacitus pangermanischen Gottheit Nerthus in Verbindung gebracht werden.
Die Feuerbestattung, die in der zweiten Hälfte des 2. Jahrtausends v. Chr. üblich wurde, wird als Mittel der Befreiung der Seele vom Körper für ein jenseitiges Leben gedeutet.
Ab dem 4. Jahrhundert n. Chr. finden sich Schiffsbestattungen in verschiedenen Formen. Menschen werden in voller Kleidung und mit reichen Beigaben bestattet. Man findet Münzen wohl analog zum Obolus aus der griechischen Mythologie im Mund des Toten, mit dessen Hilfe er die Überfahrt der Seele ins Totenreich bezahlen soll. Dass das gleiche sehr spezielle Motiv zu dieser Zeit unabhängig vom kontinentalen Kulturkreis entstanden sein sollte, darf als unwahrscheinlich gelten, so dass von einer Motivwanderung von Süden nach Norden ausgegangen werden kann.
Weitere Quellen sind die skandinavischen Brakteaten mit Götterdarstellungen und Runeninschriften sowie Votivgaben aller Art.
Alle diese archäologischen Zeugnisse bedürfen für ihre konkrete Deutung der Schriftquellen. Als Snorri Sturluson sein Skaldenlehrbuch um 1225 schrieb, war der geschilderte mythologische Stoff von Skandinavien bis Bayern bekannt. Er schildert zum Beispiel die Midgardschlange als ein Tier, das um alle Lande herum im Meer liegt und sich selbst in den Schwanz beißt. Dieser Text deutet die Darstellung der sich in den Schwanz beißenden ringförmigen Schlange auf dem Goldmedaillon von Lyngby aus dem 5. Jahrhundert, auf dem englischen Steinkreuzfragment von Brigham aus dem 8. Jahrhundert, auch den Ring in einem Pfeilerdienst der Neuwerkkirche in Goslar aus dem 12. Jahrhundert und auf dem spätromanischen Taufbecken von Fullösa in Schonen. Seine Überlieferung ist der wichtigste Schlüssel zur germanischen Ikonografie der Mythen. Bildliche Darstellungen, die keiner textlichen Überlieferung zugeordnet werden können, wie dies für die Felsritzungen der Bronzezeit gilt, sind über den konkreten Gegenstand der Darstellung hinaus nicht zu interpretieren.

## Schriftliche Quellen

### Allgemeine Quellen
Die ältesten Quellen über Mythen nördlich der Alpen stammen aus dem 1. Jh. n. Chr. und wurden von Tacitus überliefert. Andere Quellen sind Votivsteine germanischer Soldaten in römischen Diensten. Sie sind häufig schwer verständlich, weil sie sehr kurz sind und die Kenntnis über mythische Zusammenhänge bereits voraussetzen. Außerdem bezeichnen sie die germanischen Götter in der Regel mit den lateinischen Namen der entsprechenden römischen Gottheiten. Als weitere Quellen kommen Verfasser wie Prokop, Jordanes, Gregor von Tours, Paulus Diaconus und Beda Venerabilis hinzu und Beschlüsse von Kirchensynoden und Gesetze, insbesondere von Burchard von Worms, päpstliche Rundschreiben und Predigten. Sie lassen Rückschlüsse auf die religiöse Praxis des einfachen Volkes auf dem germanischen Kontinent zu, an die sich dann Nachrichten über spätere Zeiten anschließen.
Außerordentlich selten sind Quellen in einer germanischen Sprache, wie die Merseburger Zaubersprüche, der Text auf der Nordendorfer Spange, die angelsächsischen Stammtafeln, Glossen mit Personen und Ortsnamen und die Andeutungen in den Heldensagen. Alle diese Quellen betreffen aber Mythen und religiöse Praktiken der kontinentalen Germanen, und die Schlüsse daraus lassen sich trotz der Verwandtschaft nicht ohne weiteres auf Skandinavien übertragen.
Skandinavien ist mit schriftlichen Quellen reicher gesegnet, in aller Regel in altisländischer Sprache. Allen voran steht die Lieder-Edda, die Prosa-Edda des Skalden Snorri Sturluson, wobei bei seinen Texten immer beachtet werden muss, dass sie in einer bereits christlich geprägten Kultur verfasst worden waren. Aber auch andere Skalden- und Prosatexte sowie lateinische Berichte wie die des Adam von Bremen, des Thietmar von Merseburg, des Saxo Grammaticus, die Vita Ansgarii des Rimbert. Sogar in der samischen und in der finno-ugrischen Mythologie finden sich Gestalten, die nordgermanische Entsprechungen haben: Hora-galles entspricht dem Thor, Väralden olmai (isl. veraldar guð, Frey), Biegga-galles (Windgott, Sturmgott, Njörd oder Odin). Der schamanistische Odin und die Art wie er seine besondere Sehergabe erhält, ist höchstwahrscheinlich finno-ugrischen Ursprungs.

Es ist umstritten, ob das, was die gelehrten norwegischen und isländischen Quellen über die nordische Mythologie berichten, auf Einflüsse der griechischen Mythologie und des christlichen Gedankengutes zurückzuführen ist. Es hat sicherlich nicht zum Glauben im Volke gehört. Einiges kann auch auf Missverständnissen christlicher Verfasser über mythische Vorstellungen und Zusammenhänge beruhen. Sørensen meint, dass die Lieder-Edda genuin heidnische Tradition wiedergibt: Zum einen enthalte die Darstellung der Götter keinen Bezug zum Christentum, auch nicht zu christlicher Moral. Zum anderen betont Snorri selbst den scharfen Unterschied zwischen dem, was er niederschreibt und dem Christentum:

„En ekki er at gleyma eða ósanna svá þessar frásagnir at taka ór skáldskapinum fornar kenningar, þær er höfuðskáld hafa sér líka látit. En eigi skulu kristnir menn trúa á heiðin goð ok eigi á sannyndi þessa sagna annan veg en svá sem hér finnst í upphafi bókar.“

„Die hier erzählten Sagen dürfen nicht vergessen oder Lügen gestraft werden, indem man aus der Dichtkunst die alten Umschreibungen verbannt, an welchen die Klassiker Gefallen gefunden haben. Doch sollen Christenmenschen nicht an die heidnischen Götter und nicht an die Wahrheit dieser Sagen auf andere Weise glauben, als so, wie es im Anfang dieses Buches zu lesen ist.“

 Snorri verstand also seine Überlieferung als echt heidnisch und für Christen nicht ungefährlich. Ein Einfluss lässt sich insbesondere für die Einrichtung von „Tempeln“ vermuten, die in lateinischen Texten erwähnt werden. Denn es gibt kein entsprechendes Wort für das lateinische Wort templum in norrön, und es sind auch nicht die leisesten archäologischen Spuren heidnischer Gotteshäuser gefunden worden. Daher lässt sich nicht mit Sicherheit sagen, welchen Gegenstand die Verfasser mit dem Ausdruck templum belegt haben.

Alles spricht für einen Opferkult unter freiem Himmel mit Gelage im Wohnhaus des Goden. Allerdings sind für das Festgelage auch große Hallen nachgewiesen (z. B. Borg auf den Lofoten mit 74 m Länge, Gudme auf Fünen und Lejre auf Seeland mit 47 m). Auch die Ortsnamen auf -hov deuten auf solche zentralen Kultstätten hin. Nach allem, was man weiß, dürfte der Gebäude-Tempel in Uppåkra eine Ausnahme gewesen sein. Der Glaube im Volk über die Seelen der Verstorbenen und die Naturereignisse entspricht im Wesentlichen dem, was in ganz Europa geglaubt wurde, was auch durch den übereinstimmenden Volksglauben in jüngerer Zeit und auch die ähnliche Nomenklatur für Alben, Zwerge, Nachtmare, Wichtel und Nöck bestätigt wird. Nachrichten über solche Gemeinsamkeiten im Glauben der frühen germanischen Zeit finden sich in dem gemeinsamen Zug, über Bäume und Flüsse hinaus auch die Sonne, den Mond und das Feuer zu verehren. Eine systematische Mythologie, die dem Volksglauben zu Grunde liegt, lässt sich aus den Quellen aber nicht entwickeln. Die Traditionen waren auch nicht einheitlich. So schreibt Snorri z. B. in Gylfaginning über Odin: 

„Ok fyrir því má hann heita Alföðr, at hann er faðir allra goðanna ok manna ok alls þess, er af honum ok hans krafti var fullgert. Jörðin var dóttir hans ok kona hans.“

„Allvater kann er heißen, weil er Vater ist aller Götter und Menschen und alles dessen, was durch ihn und seine Macht geschaffen worden ist. Jörð (Erde) war also seine Tochter und seine Frau.“

 und kurz darauf: 

„Nörfi eða Narfi hét jötunn, er byggði í Jötunheimum. Hann átti dóttur, er Nótt hét. … Því næst var hon gift þeim, er Ánarr hét. Jörð hét þeira dóttir.“

„Nörfi oder Narfi hieß ein Riese, der in Riesenheim hauste. Er hatt’ eine Tochter namens Nacht … In zweiter Ehe war sie verheiratet mit einem, der Ánnar hieß. Jörð (Erde) hieß ihre Tochter.“

Hier hat Snorri also zwei unterschiedliche Traditionen über die Eltern von Jörð unverbunden nebeneinander gestellt. Auch stehen ein vertikales Weltbild mit Göttern im Himmel und ein horizontales Weltbild mit dem Wohnsitz der Götter im Mittelpunkt der Erdscheibe nebeneinander. Baldur wohnt in Breiðablik, Njörd in Noatún und Freya in Folkwang, alle im Himmel lokalisiert. Andererseits heißt es, dass die Asen eine Burg Asgard mitten in der Welt bauten und dort wohnten. Es wird sowohl vertreten, dass beides unterschiedliche heidnische Traditionen seien, als auch, dass das vertikale Weltbild einen christlichen Einfluss widerspiegle.
Die neuere Forschung sieht den Einfluss des Christentums weniger in einem Eindringen christlicher Motive in die heidnischen Mythen als vielmehr in der Darstellungsweise. Snorri Sturluson war in mitteleuropäischem Denken mit genauen Definitionen und Kategorien geschult. Das hat auf die Darstellung des Stoffes abgefärbt. Hennig Kure hat dies an einem Beispiel aufgezeigt: Snorri beruft sich in Grímnismál auf die ältere Gylfaginning. Dort heißt es in den Strophen 25 und 26:
| 25. Heiðrún heitir geit, er stendr höllu á ok bítr af Læraðs limum; skapker fylla hon skal ins skíra mjaðar; kná-at sú veig vanask. 26. Eikþyrnir heitir hjörtr, er stendr höllu á ok bítr af Læraðs limum; en af hans hornum drýpr í Hvergelmi, þaðan eigu vötn öll vega. | 25. Heiðrún heißt die Geiß, die bei der Halle steht und von den Zweigen Læraðs frisst; sie soll die Gefäße füllen mit klarem Met. Der Trank kann nicht schwinden. 26. Eikþyrnir heißt der Hirsch, der bei der Halle steht und von den Zweigen Læraðs frisst; und von seinem Horn tropft es in Hvergelmi. Davon hat alles Wasser seinen Lauf. |

Snorri paraphrasiert diese Quelle nun in Gylfaginning folgendermaßen:

„Geit sú, er Heiðrún heitir, stendr uppi á Valhöll ok bítr barr af limum trés þess, er mjök er nafnfrægt, er Læraðr heitir, en ór spenum hennar rennr mjöðr sá, er hon fyllir skapker hvern dag. Þat er svá mikit, at allir Einherjar verða fulldrukknir af. … Enn er meira mark at of hjörtinn Eikþyrni, er stendr á Valhöll ok bítr af limum þess trés, en af hornum hans verðr svá mikill dropi, at niðr kemr í Hvergelmi, ok þaðan af falla þær ár, er svá heita: Síð, … usw.“

„Die Ziege, die Heiðrún heißt, steht oben auf Valhöll und frisst das Laub von den Zweigen des Baumes, der sehr namenskundig ist und Læraðr heißt. Aus ihren Zitzen rinnt Met, mit dem sie die Gefäße täglich füllt. Das ist so viel, dass alle Einherjer davon volltrunken werden. … Bemerkenswerter ist das über den Hirsch Eikþyrnir. Er steht auf Valhöll und frisst von den Zweigen dieses Baumes und aus seinem Horn kommen so viele Tropfen hinab auf Hvergelmi, und davon strömen die Flüsse, die da heißen Síð, … usw.“

Die Unbestimmtheit des Mythos wird bei Snorri eindeutig gemacht. Das Wort „á“ in der zweiten Zeile, das „auf, neben, nahe bei“ bedeuten kann, wird bei Snorri zu „uppi“ – „obendrauf“. Der nicht näher identifizierte „Lærað“ wird als Baum definiert. Gylfaginning sagt nicht, was die Ziege von den Zweigen frisst, Snorri legt es fest: Es sind Blätter. Auch woraus der Met rinnt, klärt erst Snorri. Der Met geht bei Gylfaginning nie aus. Snorri ergänzt, dass die Einherjer volltrunken werden. In Gylfaginning hat alles Wasser seinen Lauf von den Tropfen aus dem Hirschgeweih. Snorri zählt alle Flüsse auf. Nichts bleibt in mythischer Schwebe, alles wird genau festgelegt. Darin sieht Kure und die von ihm zitierte Forschung den Haupteinfluss christlicher Bildung auf die Darstellung der heidnischen Mythen und weist darauf hin, dass auch die gegenwärtige Forschung auf diese Mythen durch die Brille Snorris blickt.
Als weitere schriftliche Quellen können Inschriften gesehen werden. Sie sind auf Brakteaten, Weihe-, Votiv- und Bildsteinen zu finden.

## Die Mythen

Thors Kampf gegen die Jötunn (von Mårten Eskil Winge, 1872)

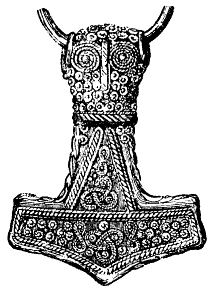
Zeichnung des Mjölnir, hier ein archäologischer Fund von Bredsättra auf Öland, Schweden